# Chabelo
Xavier López Rodríguez (Chicago, Illinois; 17 de febrero de 1935-Ciudad de México, 25 de marzo de 2023), conocido como Chabelo, fue un actor, comediante y presentador de televisión mexico-estadounidense. Presentó un programa para niños titulado En Familia Con Chabelo, mismo que se transmitió durante cuarenta y ocho años.
Dentro de la cultura popular y los memes, Chabelo llegó a ser considerado como «inmortal» debido a que la mayoría de los artistas con los que convivió u otros personajes famosos de México, e incluso de otros países, fallecieron mientras él aún continuaba con vida.

## Biografía y carrera
Xavier López Rodríguez nació el 17 de febrero de 1935 en Chicago, Illinois, Estados Unidos, siendo hijo de José Luis López Barba y Eulalia Rodríguez, ambos originarios de León, Guanajuato, México. Se mudaron a Estados Unidos antes de que él naciera, y más tarde procrearían a dos hijas, las hermanas menores de Xavier. Al cumplir su primer año de vida, sus padres regresaron a su natal León, Guanajuato, donde le enseñaron a trabajar en el campo. Cumplidos los dieciocho años de edad, regresó a Estados Unidos para ejercer su servicio militar, siendo reclutado por el Ejército de los Estados Unidos para colaborar durante tres meses en una base militar ubicada en San Diego, California, donde casi fue enviado a la guerra de Corea. Pero esto ya no fue así porque el conflicto concluyó durante su estancia en esos días. Retornó a México y se mudó a la ciudad junto a su familia para poder estudiar la carrera de medicina, la cual ejerció durante cuatro años en un sanatorio particular del cual era socio. Al mismo tiempo y cuando aún se encontraba estudiando, faltaba a sus clases para poder realizar visitas frecuentes a las instalaciones del edificio conocido como Televicentro, inaugurado en 1952, propiedad de la alianza de estaciones mexicanas de radio, Telesistema Mexicano, que más tarde se convertiría en Televisa. Ahí conoció al productor Luis de Llano Palmer, quien le ofreció trabajar como asistente de producción, empleo que aceptó y optó por abandonar su carrera en la medicina. En el mismo lugar, también se desempeñó como camarógrafo y jefe de piso. Esta experiencia fue la que lo ayudó a tomar la decisión de convertirse en actor y posteriormente se adentró a estudiar arte dramático durante cuatro años. Más tarde, comenzaría a tener breves apariciones en emisiones de televisión denominadas como teleteatros (de los cuales no hay mucha información), y en los que participaba como sustituto para los actores que llegaban tarde o faltaban. Obtuvo su apodo luego de contar un chiste sobre un niño llamado Chabelo.
Firmó un contrato para ser la imagen de la empresa refresquera PepsiCo, y por tal motivo viajó por varios países de América Latina. Radicó en Nueva York trabajando en el Teatro Puerto Rico, después de hacer un gira en Estados Unidos. Regresó a México, en donde por siete años escribió y emitió el programa de radio La media hora de Chabelo.

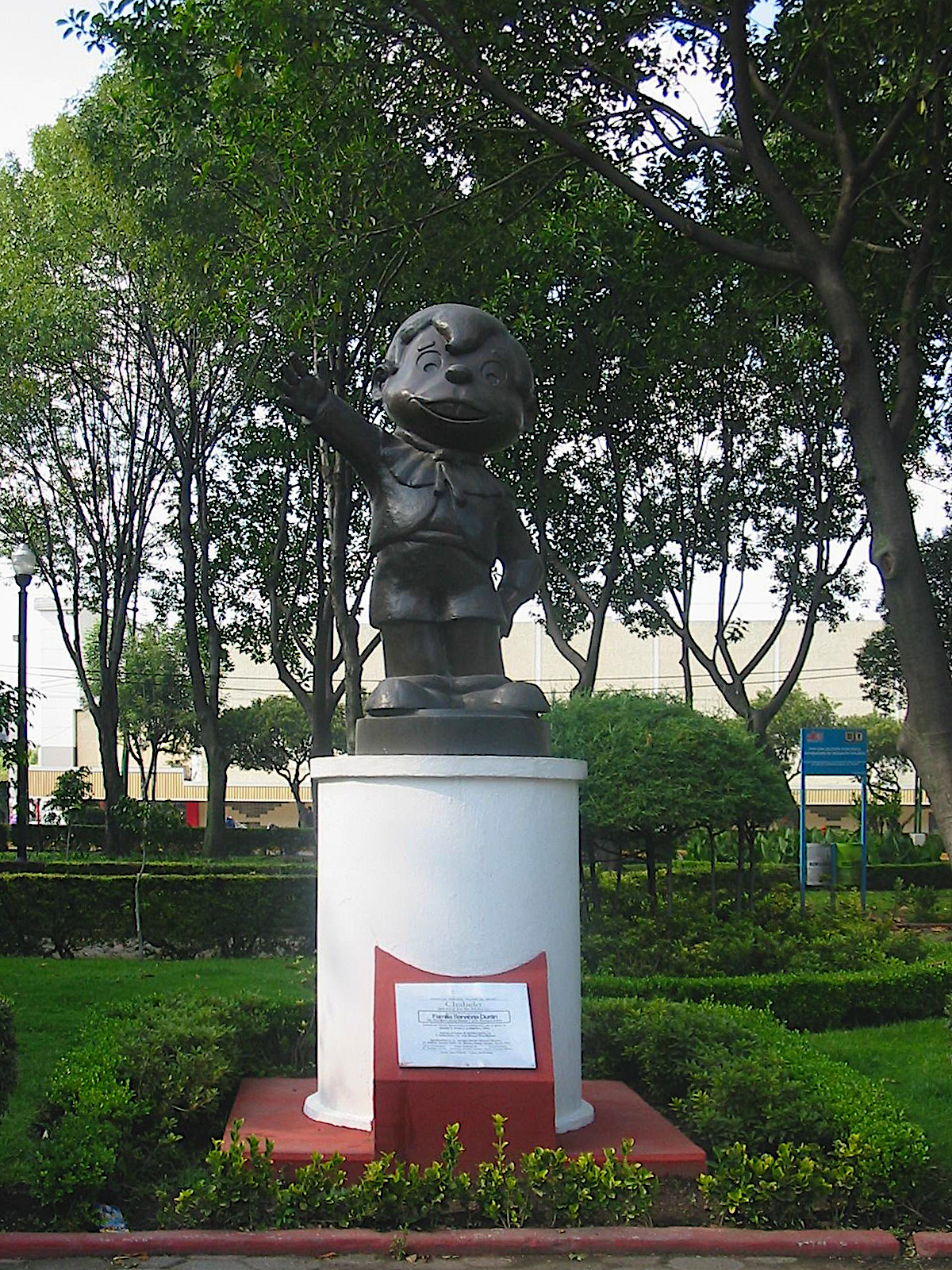
Estatua en honor a Chabelo ubicada en el Jardín de los Grandes Valores en Ciudad de México. Es una representación caricaturizada de su personaje en el programa En familia con Chabelo.

En 1967, estrenó el programa dominical En familia con Chabelo. El mismo era una emisión familiar de variedades y concursos. Gracias a su personaje dirigido a los niños, grabó algunos discos de música infantil. El 27 de noviembre de 2015, Chabelo anunció el final del programa tras 48 años al aire, y tuvo su última transmisión el 20 de diciembre del mismo año.

## Vida personal
Una de sus dos hermanas colaboró con él en su programa En familia con Chabelo, donde se desempeñó como secretaria. Su primera esposa fue Angelita Castany. Posteriormente, contrajo matrimonio con Teresita Miranda, con quien procreó tres hijos: Óscar, Javier y Juan Gabriel. En octubre de 2008, sufrió un accidente automovilístico: al descender para revisar su vehículo, fue atropellado por otro conductor, lo que le provocó un esguince y la fractura de dos costillas. Ese mismo mes, Oralia Pérez, una mujer con quien el artista había tenido una relación amorosa veintiocho años atrás, afirmó que su hija Lesslie Pérez, de entonces dieciocho años, era hija suya. Luego de que se realizaran una prueba de ADN en diciembre, se confirmó que la joven sí era hija de Chabelo. Pero él nunca la quiso reconocer como tal.
Era coleccionista de figuras, imágenes y otros objetos de ranas.

## Muerte
El 25 de marzo de 2023, falleció en la Ciudad de México a los 88 años de edad, a causa de un choque séptico provocado por un cuadro de abdomen agudo.  Al día siguiente, su cuerpo fue cremado y sus cenizas fueron entregadas a su familia.

## Filmografía

### Programas de televisión
- En familia con Chabelo (1967-2015)
- La criada bien criada (1970)
- El show del Loco Valdés (1971)
- El show de Alejandro Suárez (1972)
- Detective de hotel (1973-1974)
- La carabina de Ambrosio (1978)
- La cuchufleta (1995)
- La Güereja y algo más (1998)
- No contaban con mi astucia (2000)
- Familia P. Luche (2002)
- La escuelita VIP (2004)
- Los simuladores (2009)
- América celebra a Chespirito (2012)

### Películas
- Viaje a la Luna (1958)
- Chistelandia (1958)
- Nueva Chistelandia (1958)
- Vuelve Chistelandia (1958)
- El extra (1962)
- Buenas noches, año nuevo (1964)
- Los reyes del volante (1964)
- Escuela para solteras (1965)
- Los dos rivales (1966)
- Autopsia de un fantasma (1968)
- La princesa hippie (1968)
- El aviso inoportuno (1968)
- Bang bang al hoyo (1970)
- Pepito y la lámpara maravillosa (1971)
- Chabelo y Pepito contra los monstruos (1973)
- Chabelo y Pepito detectives (1973)
- Los pepenadores de acá (1982)
- Macho que ladra no muerde (1984)
- Santo y Chabelo contra los malos de la catafixia (1985)
- Agente 0013: Hermelinda Linda 2 (1986)
- La tumba de Matías (1988)
- Dos machos que ladran no muerden (1988)
- Mi fantasma y yo (1988)
- Huevos de oro (1993)
- Chilindrina en apuros (1994)
- Club eutanasia (2005)
- Chicken Little (2005), voz de Buck Gallo[34]
- Réquiem para Diana (2006)
- Amar (2009)
- Cartas a Elena (2011)
- El Crimen del Cácaro Gumaro (2014)
- Volando Bajo (2014)
- Coco (2017), voz del oficial de la estación policiaca en el mundo de los muertos[34]
- El Complot Mongol (2018)

### Telenovelas
- Cuento de Navidad (1999)
- Carita de ángel (2000)
- Navidad sin fin (2001)
- Amarte es mi pecado (2004)

## Premios y reconocimientos
En 2003 se le otorgó una Diosa de Plata por su trayectoria artística. En 2005 recibió el Legend Award, de los MTV Movie Awards México. En 2006 recibió el Premio Internacional Gaviota, por su trayectoria artística.
En junio de 2010, en la entrega de las Lunas del Auditorio, se le otorgó el reconocimiento especial Una Vida en el Escenario. Durante la última transmisión de 2012, recibió un homenaje por sus dos mil trescientos programas de En familia con Chabelo. En esa misma transmisión, se le otorgaron dos récords Guiness: el primero por la mayor trayectoria como conductor de un programa infantil (cuarenta y cuatro años), y el segundo por el mayor tiempo representando a un personaje, Chabelo (cincuenta y siete años), el amigo de todos los niños.